# Diagonale (entreprise)
Pour les articles homonymes, voir Diagonale (homonymie).
Diagonale est une maison de production fondée par Paul Vecchiali en 1976,.

## Héritage
Dans une interview accordée au journal Libération en 2007, Serge Bozon cite Diagonale comme la « dernière école importante dans le cinéma français après la Nouvelle Vague ».

## Filmographie
Longs métrages
- 1977 : La Machine de Paul Vecchiali
- 1977 : Le Théâtre des matières de Jean-Claude Biette
- 1978 : Les Belles Manières de Jean-Claude Guiguet
- 1979 : Corps à cœur de Paul Vecchiali
- 1979 : Simone Barbès ou la Vertu de Marie-Claude Treilhou
- 1980 : Cauchemar de Noël Simsolo
- 1981 : C'est la vie! de Paul Vecchiali
- 1982 : Loin de Manhattan de Jean-Claude Biette
- 1983 : Archipel des amours de Jean-Claude Biette, Cécile Clairval, Jacques Davila, Michel Delahaye, Jacques Frenais, Gérard Frot-Coutaz, Marie-Claude Treilhou, Paul Vecchiali
- 1983 : En haut des marches de Paul Vecchiali
- 1985 : Trous de mémoire de Paul Vecchiali
- 1986 : Rosa la rose, fille publique de Paul Vecchiali
- 1986 : Beau temps mais orageux en fin de journée de Gérard Frot-Coutaz
- 1988 : Once More de Paul Vecchiali
- 1988 : Le Café des Jules de Paul Vecchiali
- 1989 : La Fille du magicien de Claudine Bories
- 1994 : Wonder Boy de Paul Vecchiali

Courts métrages
- 1977 : D'un point l'autre de Noël Simsolo
- 1978 : Maladie de Paul Vecchiali
- 1980 : Rupture Tango de Jacques Gibert
- 1980 : Décors de Noël Simsolo
- 1980 : Faire la vie de Cécile Clairval
- 1981 : Le Goûter de Josette de  Gérard Frot-Coutaz
- 1982 : En rachâchant de Jean-Marie Straub et Danièle Huillet
- 1983 : Accordéon Blues de Jacques Gibert
- 1983 : Et si j'étais mousse de Noël Alpi
- 1983 : Le Mur des arbres de Pierre Chousterman
- 1985 : Le Tiers providentiel de Gérard Frot-Coutaz
- 1989 : Cézanne de Jean-Marie Straub et Danièle Huillet
- 1992 : Fugue en sol mineur de Paul Vecchiali

## Rétrospectives
- Festival international du film de Belfort 2011[4]